# Alonsoa linearis
Alonsoa linearis là một loài thực vật có hoa trong họ Huyền sâm. Loài này được (Jacq.) Ruiz & Pav. mô tả khoa học đầu tiên năm 1798.